# Rasbora hobelmani
Rasbora hobelmani es una especie de peces de la familia de los Cyprinidae en el orden de los Cypriniformes.

## Morfología
Los machos pueden llegar alcanzar los 6 cm de longitud total.

## Hábitat
Es un pez de agua dulce.

## Distribución geográfica
Se encuentra al este de Birmania, norte de Tailandia y la cuenca del río Mekong.